# Андреас Ласкаратос
Андреас Ласкаратос (грец. Ανδρέας Λασκαράτος) — грек-кефалонієць, письменник, вільнодумець, який писав у сатирі зверненій проти недобросовісних церковників та високопосадовців. У політичному плані дотримувався консервативних ідей.

## Біографія
Народився в аристократичній сім'ї у місті Ліксурі на острові Кефалонія.

Навчався в Іонійській академії на Керкірі,
вивчаючи філософію, італійську мову і юриспруденцію. Його вчителем був Андреас Кальвос,
від якого Ласкаратос перейняв пуританську етику.
В молодості зазнав впливу Діонісіоса Соломоса,
який скерував його у руслі димотицизму.
Італійський поет, драматург, новеліст та науковець Уґо Фосколо також був одним із тих, хто надихнув Ласкаратоса на діяльність.

Продовжив вивчати право в Парижі та Пізі у 1836—1839 рр.
По поверненні недовго працював адвокатом в Ліксурі.

1846 у віці 35 років одружився з Пенелопою, дочкою купця Димітріоса Кор'яленьяса, яка підримувала його протягом усього життя.

1851—1852 та у 1856 був у Лондоні (другого разу через гоніння), де або викладав італійську і новогрецьку або вів дослідження
 у Британському музеї.

Із 1857 року почав видавати сатиричну газету на острові Закінф, через що потрапив до в'язниці.

У 1863 його дружина через фінансову скруту відкрила приватну школу в Аргостоліоні.

За сатиру «Кефалонійські таїнства» (1864) Ласкаратоса було відлучено від церкви.
У 1868 році видав свою «Відповідь на відлучення від церкви». Анафема була знята у 1900 році.

Разом із дружиною виростив дев'ятьох дітей: сімох дочок і двох синів.

## Творчість і громадянська позиція
Писав есе, дидактичні, філософські та сатиричні твори. Більша частина його творчості — прозова, проте є і поезії. Ласкаратос не приділяв великого значення формі поезій, для нього мав значення передусім зміст, який мав відображення у головній темі його творчості — соціальній сатирі,
оскільки він хотів стати суспільним реформатором.

Продовжував традиції Іонійської школи (Соломоса) пишучи свої твори димотикою, на відміну від Афінської школи, де користувалися катаревусою. Писав більш зрозумілою та рідною формою мови для співвітчизників — кефалонійському говорі Став одним із перших письменників (разом з Арістотелісом Валаорітисом), хто вплинув на зближення цих літературних шкіл.
Найбільшої популярності, щоправда, скандальної, Ласкаратос набув після виходу сатири «Кефалонійські таїнства» (1864) (із підзаголовком «думки про сім'ю, релігію та політику Кефаллонії»)
у якій зображував верхівку суспільства, зокрема церковників, у непривабливому для неї світлі. Він обурювався корупцією в політиці та рішучим видираням у владу.
Ця сатира, як і інші твори письменника, була написана в прозі у формі попередній до романної. Тематично поділяється на три частини, друга — про релігію — стала скандальною, бо його пуристичну етику не розуміли, і він не був сприйнятим греками одразу.
Був проти об'єднання Іонійських островів із Грецією
, вважаючи, що перебуваючи під впливом Британської імперії Іонійські острови будуть більш захищеними, а також, що 400 років перебування греків під пануванням європейськиї держав з однієї сторони та турецької з іншої розділили народ духовно.
Його газета «Λύχνο» (Ліхно, «Світильник») була антиклерикальною, протестантською та політично консервативною.

У 1872 присвятив своє зібрання поезій Георгіосу Терцетису.

Написав автобіографію італійською мовою.

У 1880-их роках афінське суспільство почало сприймати його думки,
вважаючи його «провісником майбутнього».

Повне зібрання творів Ласкаратоса вийшло у 1959 році.